# غارفيلد تود
غارفيلد تود (بالإنجليزية: Garfield Todd) هو مبشر وسياسي زيمبابوي، ولد في 13 يوليو 1908 في إنفركارجل في نيوزيلندا، وتوفي في 13 أكتوبر 2002 في بولاوايو في زيمبابوي. حزبياً، نشط في United Rhodesia Party ‏ وUnited Federal Party ‏. وقد انتخب Member of the Senate of Zimbabwe ‏ وانتخب رئيس وزراء روديسيا ‏ (7 سبتمبر 1953 – 17 فبراير 1958).

## روابط خارجية
- غارفيلد تود على موقع مونزينجر (الألمانية)